# Billy Morgan (Snowboarder)
Billy Morgan (* 2. April 1989 in Southampton) ist ein ehemaliger britischer Snowboarder. Er startete in den Disziplinen Slopestyle und Big Air.

## Werdegang
Morgan nahm von 2009 bis 2018 an Wettbewerben der Ticket to Ride World Snowboard Tour teil. Dabei holte er im März 2009 im Slopestyle bei der Burton AM Tour in Avoriaz seinen ersten Sieg. Im Oktober 2012 siegte er bei der Big-Air-Veranstaltung Freeze in London. Sein erstes FIS-Weltcuprennen fuhr er im November 2012 in Antwerpen, welches er auf den siebten Platz im Big Air beendete. Bei den Snowboard-Weltmeisterschaften 2013 in Stoneham belegte er den vierten Rang im Slopestyle. Beim letzten FIS-Weltcuprennen der Saison 2012/13 kam er in Sierra Nevada auf den dritten Platz im Slopestyle und erreichte damit den zehnten Rang im FIS-Freestyleweltcup. Zum Beginn der Saison 2013/14 errang er im Slopestyle bei The Mile High in Perisher Blue den zweiten Rang. Im Januar 2014 belegte er bei seinem ersten Auftritt bei den Winter-X-Games den neunten Platz im Slopestyle. Im folgenden Monat erreichte er bei seiner ersten Olympiateilnahme 2014 in Sotschi den zehnten Rang im Slopestyle. Beim Spring Battle 2014 in Flachauwinkl gewann er im Big Air Wettbewerb. Im Januar 2015 errang er bei den Snowboard-Weltmeisterschaften 2015 am Kreischberg den 38. Platz im Slopestyle und den siebten Platz im Big Air und belegte beim Air & Style in Innsbruck den neunten Platz. Beim Spring Battle 2015 in Flachauwinkl kam er auf den zweiten Platz im Slopestyle. Im Februar 2016 errang er beim Air & Style in Innsbruck den fünften Platz und holte bei den X-Games Oslo 2016 in Oslo die Bronzemedaille im Big Air. Im folgenden Monat siegte er beim Spring Battle in Flachauwinkl und belegte beim Weltcup in Špindlerův Mlýn den dritten Platz im Slopestyle. In der Saison 2016/17 kam er im Weltcup viermal unter die ersten Zehn, darunter Platz drei im Big Air in Mönchengladbach und erreichte damit den siebten Platz im Big Air Weltcup. Bei den Snowboard-Weltmeisterschaften 2017 in Sierra Nevada gelang ihn der 13. Platz im Slopestyle. Im folgenden Jahr errang er bei den Olympischen Winterspielen in Pyeongchang den 22. Platz im Slopestyle. Im Big-Air-Wettbewerb gewann er dort die Bronzemedaille.
2010 wurde Morgan britischer Meister im Big Air. Im folgenden Jahr verteidigte er den Meistertitel und wurde  ebenfalls britischer Meister im Slopestyle. Im April 2015 stand er in Livigno als erster Snowboarder einen Sprung mit einem Vierfach-Salto mit fünffacher Schraube, einen sogenannten Quad Cork 1800.